# Stefan Döring (Autor)
Stefan Döring (* 7. April 1954 in Oranienburg) ist ein deutscher Schriftsteller, Lyriker und Übersetzer.

## Leben und Werk
Döring erlangte 1972 sein Abitur. Nach seinem Wehrdienst bei der Nationalen Volksarmee studierte er von 1974 bis 1978 Informationstechnik an der TU Dresden. Nach dem Studium arbeitete er als Entwicklungsingenieur für medizinische Elektronik in Hohenneuendorf und ist seit 1980 als freischaffender Autor und Übersetzer tätig (Klappentext für den Band heutmorgestern 1989). Seit Anfang der 1990er Jahre ist er mit Bert Papenfuß-Gorek u. a. Mitherausgeber und Autor der Berliner Zeitschrift SKLAVEN. Stefan Döring schreibt in erster Linie Lyrik. Darüber hinaus überträgt er Gedichte aus der amerikanischen, englischen und russischen Sprache. Er gilt als einer der originellsten Vertreter der DDR-Untergrundliteratur der 1980er Jahre. Er war Redakteur der Zeitschrift GEGNER. Stefan Döring lebt in Berlin.

## Werke

### Bücher
- Ich fühle mich in Grenzen wohl. (Sascha Anderson, Stefan Döring, Bert Papenfuß, mit Lithografien von Ouhi Cha) Edition Mariannenpresse, Berlin 1985.
- Heutmorgestern. Gedichte. Berlin und Weimar 1989.
- Zehn. Mit Fotoarbeiten von Thomas Florschuetz. Druckhaus Galrev. Berlin 1990.
- drei etüden. Berlin 2009.
- morgestern. Ostheim/Rhön 2011.
- WENN WELT. roughbook 064, Schupfart 2024

### Anthologien und Zeitschriften
- Egmont Hesse (Hrsg.): Sprache und Antwort. Stimmen und Texte einer anderen Literatur aus der DDR. Frankfurt 1988. Collektion S. Fischer Bd. 58, ISBN 3-596-22358-X.
- Peter Geist (Hrsg.): Ein Molotow-Cocktail auf fremder Bettkante. Lyrik der siebziger / achtziger Jahre. Leipzig 1991. ISBN 3-379-00694-7.
- Klaus Michael, Thomas Wohlfahrt (Hrsg.): Vogel oder Käfig sein. Literatur und Kunst aus unabhängigen Zeitschriften in der DDR 1979–1989. Berlin 1992. ISBN 3-910161-10-3.
- Ralph Grüneberger (Hg.)/Gesellschaft für zeitgenössische Lyrik. Poesiealbum neu. Ausgabe 2/2008.

### Übertragung (Auswahl)
- Gerard Manley Hopkins. Pied beauty. Gedichte. Gescheckte Schönheit. Ausgewählt und übertragen von Stefan Döring, Gerhard Falkner, Henryk Gericke, Andreas Koziol. Englisch-Deutsch. Edition Qwert zi Opü, Berlin 1995.
- Gamajun, kündender Vogel. Gedichte des russischen Symbolismus. Hrsg. und mit einem Nachwort vers. von Christa Ebert. Nachdichtungen: Stefan Döring, Elke Erb, Roland Erb, Uwe Grüning, Martin Hattermann, Richard Pietraß u. a. Russisch-Deutsch. Reclam-Verlag, Leipzig, 1992.
- Slam ! Poetry. Heftige Dichtung aus Amerika. Paul Beatty, Neeli Cherkovski, Alan Kaufman, Dominique Lowell, Luis Rodriguez, Patricia Smith. Mit Zeichnungen Sarah Marrs. Herausgegeben gemeinsam mit der literaturWERKstatt Berlin. Übersetzungen und Auswahl von Peter Böthig, Stefan Döring, Andreas Koziol, Bert Papenfuß und Jürgen Schneider. Druckhaus Galrev, Berlin 1993.